# Émile Baudot

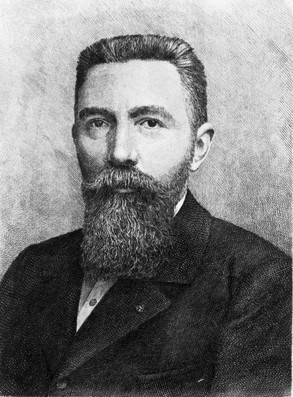
Émile Baudot

Jean-Maurice-Émile Baudot, genannt Émile, (* 11. September 1845 in Magneux, Département Haute-Marne; † 28. März 1903 in Sceaux bei Paris) war ein französischer Ingenieur und Erfinder.

## Leben
Geboren als Sohn eines Bauern, besuchte Baudot nur die Grundschule. In seiner Jugend arbeitete er auf dem Bauernhof seines Vaters. Bis zu seinem Eintritt in die französische Verwaltung für Post und Telegrafie am 16. Juli 1870 lebte er somit ein ländliches Leben, das ihn keineswegs zu seinen späteren Erfindungen prädestinierte.
Nach seinem Eintritt in die Verwaltung für Post und Telegrafie, unternahm er angesichts der wissenschaftlichen Seite seines neuen Berufs alles, um seine allgemeine Ausbildung über Elektrizität und Mechanik zu vervollkommnen. Die begrenzte Freizeit, die ihm seine Tätigkeit in der Zentralen Post in Paris ließ, nutzte Baudot für wissenschaftliche Studien und Forschungen zur Verbesserung von telegraphischen Apparaten. Nach seinen ersten Erfolgen wurde er 1880 zum Controller befördert. Hierdurch angespornt, entschloss er sich, Ingenieur zu werden. Ohne – wie es seine Kindheit ihn gelehrt hatte – seine eigentliche Arbeit zu vernachlässigen, bereitete Baudot sich auf die Prüfungen vor und nahm an ihnen mit Erfolg teil.
1882 wurde er daraufhin zum Prüfinspektions-Ingenieur ernannt.
Bei seinen gesamten Forschungen wurde Baudot nur wenig von der französischen Verwaltung für Post und Telegrafie unterstützt. Häufig musste er seine Forschung aus eigener Tasche finanzieren. Zum Beispiel verkaufte er 1880 seine große Goldmedaille, mit der er 1878 auf der Weltausstellung in Paris ausgezeichnet wurde.
Für seine Leistungen wurde Émile Baudot 1879 das Kreuz der französischen Ehrenlegion verliehen. Die höchste zu Lebzeiten erhaltene Auszeichnung seines Schaffens erhielt Baudot, als er 1898 zum Offizier der französischen Ehrenlegion ernannt wurde.
Am 28. März 1903 starb Émile Baudot nach langer Krankheit im Alter von 57 Jahren.
Im Jahre 1926 wurde ihm zu Ehren die Einheit für die telegrafische Schrittgeschwindigkeit (Telegrafiergeschwindigkeit) eingeführt Baud genannt. Die Maßeinheit Baud (Bd) bezeichnet die Anzahl der übertragenen Symbole pro Sekunde (z. B. 1 Bd = 1 bit/s bei binären Signalen mit zwei Zuständen).
Der Asteroid (14400) Baudot wurde im Jahre 2000 nach ihm benannt.

## Leistungen
Das Ziel von Baudots Forschungen und Entwicklungen war es, die bis dahin langsame telegrafische Übertragung zu verbessern. Aufbauend auf Erkenntnissen von Carl Friedrich Gauß und Wilhelm Eduard Weber entwickelte Baudot 1870 zunächst den nach ihm benannten Baudot-Code (später „International Telegraph Alphabet No. 1 (ITA1), CCITT-1“). Baudot entwickelte 1873/74 einen Mehrfachtelegrafen für Typendruck (Baudottelegraf).
Am 17. Juni 1874 wurde Baudot unter der Nr. 103.898 ein Patent mit dem Titel „System zur schnellen Telegrafie“ erteilt. Dieses Telegrafiegerät war unter Verwendung seines 5-Bit-Codes in der Lage, über eine Leitung zwei Telegramme gleichzeitig zu übertragen und sie auf der Empfängerseite direkt als lesbaren Text auf zwei unterschiedliche Papierstreifen zu drucken. Im Wesentlichen basierte dieses Gerät auf Druckerdetails von David Edward Hughes’ Telegrafiegerät und einem Verteiler, der von Bernard Meyer 1871 erfunden wurde. Baudot kombinierte diese Techniken einschließlich seiner eigenen Ideen, einer Tastatur mit 5 Tasten, mit der sein 5-Bit-Code sehr einfach einzugeben war.
Das so produzierte Gerät war das erste, das Signale in einem heute als synchronen Zeitmultiplexverfahren bezeichneten System übertrug, um so eine Mehrfachausnutzung von Leitungen zu erreichen.
Das Baudot-System wurde 1875 durch die französische Verwaltung für Post und Telegrafie angenommen. Die ersten Verbindungstests seines Systems fanden erfolgreich am 12. November 1877 zwischen Paris und Bordeaux statt.
Ende 1877 wurde die Verbindung Paris–Rom (ungefähr 1700 Kilometer), durch ein doppeltes Baudot-Fernschreibersystem in Betrieb genommen.
Ab dem 3. Januar 1894 bediente der Baudot-Telegraph die unterirdischen Leitungen mit einem Dreifach-Apparat von Paris nach Bordeaux, die bis dahin nur sehr unzuverlässig mit dem Hughes-Fernschreibersystem arbeiteten.
Am 27. April 1894 stellte Baudot – wiederum über eine einzelne Leitung – die Verbindung zwischen der Pariser und der Mailänder Börse und gleichzeitig zwischen der Zentralen Post in Paris und der von Mailand her.
Das Baudot-Fernschreibersystem wurde nach und nach in Frankreich eingesetzt. Andere Länder wie
- 1887 Italien
- 1895 Holland
- 1896 Schweiz
- 1897 Österreich und Brasilien
- 1898 England
- 1900 Deutschland
- 1904 Russland
- 1905 Großbritannien
- 1906 Spanien
- 1909 Belgien
- 1912 Argentinien
- 1913 Rumänien

folgten mit der Einführung des Baudot-Fernschreibersystems.